# Strigno
'Strigno' é uma comuna italiana da região do Trentino-Alto Ádige, província de Trento, com cerca de 1442 habitantes. Estende-se por uma área de 12 km², tendo uma densidade populacional de 120 hab/km². Faz fronteira com Pieve Tesino, Scurelle, Bieno, Samone, Spera, Ivano-Fracena, Villa Agnedo.